# 日精樹脂工業
日精樹脂工業株式会社（にっせいじゅしこうぎょう）は、長野県埴科郡坂城町に本社を置くプラスチックの射出成形機を中心に扱うメーカーである。

## 沿革
- 1947年10月15日 - 青木固（あおき かたし）により創業。
- 1951年 7月 - 合資会社日精樹脂製作所設立。
- 1957年 5月 - 日精樹脂工業株式会社に組織変更。
- 1991年12月 - 名古屋証券取引所2部上場。
- 2000年 9月 - 東京証券取引所2部上場。
- 2001年 3月 - 東京証券取引所、名古屋証券取引所各1部に指定替え。
- 2014年 4月 - 上越工場（新潟県上越市）を日精メタルワークス株式会社として分社化[3]。
- 2017年 8月 - 民事再生法を申請していたホンマ・マシナリー株式会社の民事再生スポンサーとなる。日精樹脂工業は受け皿会社として日精ホンママシナリー株式会社を設立し、日精ホンママシナリーは同年10月にホンマ・マシナリーの全事業を譲受[4]。

## 事業所
- 本社・工場 - 長野県埴科郡坂城町

## グループ企業
- 日精メタルワークス株式会社
- 日精ホンママシナリー株式会社

## 国産初の車のプラモデルキットを開発
創業者の青木固は、和工樹脂の関孝太郎が企画した日産自動車のダットサン・1000のプラモデル化に際して開発に取り組み、1958年（昭和33年）10月頃に製品化に成功した。そのプラモデルの「ダットサン1000」は和工樹脂から発売され、また日産の販促品、景品としても使用された。
そのことを知ったマルサン商店は、2ヶ月後の12月に「日本初のプラモデル」と称して「原子力潜水艦ノーチラス号」の発売を予定していたため、この「ダットサン1000」が市場に流通するのを防止する必要があった。そこで、マルサンは和工樹脂に「ダットサン1000」を自社に納入するよう提案したところ、和工樹脂は販売活動が省けるためにそれを受諾し、マルサンに納入した。マルサンは、箱の和工樹脂のロゴマークの上にマルサンのロゴマークのシールを貼って自社製品として発売した。
「ダットサン1000」の発売以降にマルサンから発売された「ダットサンスポーツ」「トヨペットクラウンデラックス」「日野ルノー」等々の製品はマルサンが製造したものではなく、全て日精樹脂工業が和工樹脂とともに製造したものである。
なお、日精樹脂工業は後に、自社が展示会や工場見学などの際にノベルティとして用いる射出成形機のプラモデルも開発・製造している。1/20および1/12スケールで全5種が開発されており、最初の品となった「FE80S-12A」の開発時には田宮模型の協力を受けている。